# Juno Awards 2022
Die Vergabe der Juno Awards 2022 fand am 15. Mai 2022 im kanadischen Toronto statt.
Nachdem die COVID-19-Pandemie in den beiden Jahren zuvor die Veranstaltung erheblich beeinträchtigt hatte, fand die Verleihung erstmals wieder als Präsenzveranstaltung mit Liveauftritten der ausgezeichneten und eingeladenen Musiker statt. Vorsorglich wurde die Show auf die Freiluftbühne des Molson Canadian Amphitheatre, bekannt als Budweiser Stage, verlegt.
Die Moderation übernahm Simu Liu.
Die Auszeichnungen werden von der Canadian Academy of Recording Arts and Sciences (CARAS) vergeben. Gewürdigt werden die Leistungen einheimischer Musiker und die Erfolge ausländischer Musiker in Kanada im vorherigen Jahr.
Die meisten Preise gewann mit vier Awards Charlotte Cardin, die auch die meisten Nominierungen (sieben) hatte.

## Kategorien
Im Vergleich zu den Vorjahren gab es mehrere Änderungen, was die Kategorien betraf. So wurde die Kategorie Rap Recording of the Year aufgespaltet in Rap Album/EP of the Year und Rap Single of the Year. Ebenfalls wurde Indigenous Artist or Group of the Year aufgespaltet in Contemporary Indigenous Artist of the Year und Traditional Indigenous Artist of the Year. Mit Underground Dance Single of the Year wurde zudem eine neue Kategorie eingeführt.

## Auftritte
- Arkells – Reckoning/You Can Get It
- Tesher – Jalebi Baby
- Lauren Spencer-Smith – Fingers Crossed
- Haviah Mighty – So So/Protest
- Charlotte Cardin – Meaningless
- Mustafa – Stay Alive
- Avril Lavigne – Complicated/Bite Me/Girlfriend/Sk8er Boi/I'm with You
- DJ Shub & Snotty Nose Rez Kids – War Club
- Deborah Cox – Where Do We Go from Here/Nobody's Supposed to Be Here/Who Do U Love/Beautiful U R
- bbno$ – Lalala/edamame
- Arcade Fire – Unconditional I (Lookout Kid)

## Gewinner und Nominierte
Die Nominierungen wurden am 1. März 2022 bekanntgegeben.

### Personen
| Artist of the Year/Artiste de l’année | Group of the Year/Groupe de l’année |
| --- | --- |
| Charlotte Cardin - JP Saxe - Justin Bieber - Shawn Mendes - The Weeknd | Arkells - Loud Luxury - Mother Mother - The Reklaws - Valley |
| Breakthrough Artist of the Year/Révélation de l’année (artiste) | Breakthrough Group of the Year/Révélation de l’année (groupe) |
| Jessia - 347aidan - Faouzia - Pressa - Tesher | Monowhales - Black Pistol Fire - Cleopatrick - Ocie Elliott - Spiritbox |
| Fan Choice/Choix du public | Songwriter of the Year/Auteur-compositeur de l’année |
| Shawn Mendes - 347aidan - Bbnos - Charlotte Cardin - Forest Blakk - Jessia - Justin Bieber - Loud Luxury - Pressa - The Weeknd | Abel Tesfaye: Hurricane, Moth to a Flame, Take My Breath - Allison Russell: 4th Day Prayer, Montreal, Nightflyer - Charlotte Day Wilson: I Can Only Whisper, If I Could, Wish It Was Easy - Mustafa Ahmed: Air Forces, The Hearse, What About Heaven - Tobi: Off the Drugs, Shall I Continue, Too Hot                                                                                          |
| Producer of the Year/Réalisateur de l’année | Recording Engineer of the Year/Ingénieur du son de l’année |
| WondaGurl: Fair Trade (Drake feat. Travis Scott); Made a Way (Faze Kaysan feat. Lil Durk & Future) - Charlotte Day Wilson: I Can Only Whisper (Charlotte Day Wilson feat. BadBadNotGood); If I Could (Charlotte Day Wilson) - Chromeo: On My Mind (Anomalie & Chromeo); Tango (Onyx Collective) - Kaytranada: Caution (Kaytranada); Teen Scene (Maeta) - Yogi the Producer: 24hrs (Savannah Ré); Solid (Savannah Ré) | Hill Kourkoutis: Howler (Sate); The Drought (Tania Joy) - Evan Miles: Told You (Jon Vinyl); Use Me (Plaza) - George Seara: Coldest Fire (AHI); Teach Me How to Love (Shawn Mendes) - John „Beetle“ Bailey: Maybe This Year (Molly Johnson); Mi santuario (Sultans of String feat. Juan Carlos Medrano) - Serban Ghenea: Leave the Door Open (Silk Sonic); Stay (The Kid Laroi & Justin Bieber) |
| Contemporary Indigenous Artist or Group of the Year/Artiste ou groupe autochtone contemporain de l’année | Traditional Indigenous Artist or Group of the Year/Artiste ou groupe autochtone traditionnel de l’année |
| War Club von DJ Shub - When the Magic Hits von Adrian Sutherland - Wild Whisper von Jayli Wolf - Shawnee Kish von Shawnee Kish - Life After von Snotty Nose Rez Kids | Kakike von Fawn Wood - Singing Is Healing von Joel Wood - Manitou Mkwa Singers II von den Manitou Mkwa Singers - Nang giizhigoong von Nimkii & the Niniis - Angel Eagle – Cree Round Dance Songs von Young Spirit |

### Alben
| Album of the Year/Album de l’année | International Album of the Year/Album international de l’année |
| --- | --- |
| Phoenix von Charlotte Cardin - Dangerous Levels of Introspection von JP Saxe - Justice von Justin Bieber - Wonder von Shawn Mendes - Too Young to Be Sad von Tate McRae | Sour von Olivia Rodrigo - 30 von Adele - Planet Her von Doja Cat - Evermore von Taylor Swift - Fuck Love 3+: Over You von The Kid Laroi |
| Country Album of the Year/Album country de l’année | Adult Alternative Album of the Year/Album adulte alternatif de l’anné |
| What Is Life? von Brett Kissel - Boys von Dean Brody - Girl to Girl von Tenille Arts - Sophomore Slump von den Reklaws - Campfire Troubadour von Tim Hicks | Inwards & Onwards von Half Moon Run - Wilds von Andy Shauf - Live to Tape: Volume I – EP von Bahamas - All That Emotion von Hannah Georgas - Ignorance von The Weather Station                                                                                               |
| Alternative Album of the Year/Album alternatif de l’anné | Pop Album of the Year/Album pop de l’année |
| When Smoke Rises von Mustafa - Hope for Sale von Chiiild - Death of an Optimist von Grandson - If It Comes Down to It von Ruby Waters - The Fool von Sate | Phoenix von Charlotte Cardin - How Are You? von Jessia - Justice von Justin Bieber - Wonder von Shawn Mendes - Too Young to Be Sad von Tate McRae |
| Rock Album of the Year/Album rock de l’année | Vocal Jazz Album of the Year/Album de jazz vocal de l’année |
| Sisters Not Twins (The Professional Lovers Album) von The Beaches - Blink Once von den Arkells - Look Alive von Black Pistol Fire - Hidden Gems von den Blue Stones - Fuck Art von The Dirty Nil | Now Pronouncing: Caity Gyorgy von Caity Gyorgy - You Are the Light and the Way von Alex Bird and the Jazz Mavericks - Earth Voices von Amanda Tosoff - The Weight of Hope von Elizabeth Shepherd & Michael Occhipinti - Montreal (live) von Holly Cole feat. Holly Cole Trio |
| Jazz Album of the Year (Solo)/Album jazz de l’année (solo) | Jazz Album of the Year (Group)/Album jazz de l’année (groupe) |
| Change of Plans von Will Bonness - When Is Ancient? von Andrés Vial - Aesthetics von Efajemue - Bridges von Jesse Ryan - Stranger Than Fiction von Jon Gordon | Worldview von Avataar - Voyage intérieur vom Christine Tassan Quintette - The Prophet vom Esteban Herrera Quintet - Vegetables von den Lina Allemano Four - Arancina vom David Restivo Trio                                                                                  |
| Instrumental Album of the Year/Album instrumental de l’année | Album francophone de l’année |
| That Tall Distance von David Myles - Perséides von Cœur de Pirate - Madison Archives von Frank Evans & Ben Plotnick - Then Is Now Rhapsody in Blue von Jens Lindemann mit Jon Kimura Parker, Matt Catingub & dem Canadian All Star JazzPops Orchestra - Hemenetset von Jorane | Impossible à aimer von Cœur de Pirate - Grignotines de Luxe von Fouki - Le ciel est au plancher von Louis-Jean Cormier - Acrophobie von Roxane Bruneau - Toute beauté n’est pas perdue von Vincent Vallières                                                                 |
| Children’s Album of the Year/Album jeunesse de l’année | Classical Album of the Year (Solo Artist)/Album classique de l’année (solo) |
| Falling in Africa von Garth Prince - Words Words Words von ABC Singsong - Ponderosa Bunchgrass and the Golden Rule von den Oot n’ Oots - Walk Off the Earth & Romeo Eats Vol. 1 von Walk Off the Earth & Romeo Eats - Maestro Fresh Wes Presents: Young Maestro “School Days” von Young Maestro | Enargeia von Emily D’Angelo - Remote Together von Catherine Lee - Chopin: Complete Nocturnes von Jan Lisiecki - Songs for Murdered Sisters von Joshua Hopkins - Introspection: Solo Piano Sessions von Yannick Nézet-Séguin                                                  |
| Classical Album of the Year (Large Ensemble)/Album classique de l’année (grand ensemble) | Classical Album of the Year (Small Ensemble)/Album classique de l’année (petit ensemble) |
| Solfeggio von L’Harmonie des saisons unter Leitung von Eric Milnes feat. Hélène Brunet - Messiah/Complex vom Against the Grain Theatre mit dem Toronto Symphony Orchestra unter Leitung von Johannes Debus - Sibelius 3 vom Orchestre Métropolitain de Montréal unter Leitung von Yannick Nézet-Séguin - L'homme armé vom Studio de musique ancienne de Montréal unter Leitung von Andrew McAnerney - Rachmaninoff: Symphony No. 1 & Symphonic Dances vom Philadelphia Orchestra unter Leitung von Yannick Nézet-Séguin | Beethoven: Sonates pour violon et piano / Violin Sonatas Nos. 1, 2, 3 & 5 von Andrew Wan & Charles Richard-Hamelin - Immersion von Angèle Dubeau & La Pietà - Klebanov: Chamber Works von ARC - No Time for Chamber Music vom Collectif9 - 20C Remix von Standing Wave       |
| Rap Album/EP of the Year / Album/maxi rap de l’année | Contemporary Roots Album of the Year/Album roots contemporain de l’année |
| Stock Exchange von Haviah Mighty - See You Next Wednesday von Belly - Emergency Tsunami von Nav - The Extravagant Collection von NorthSideBenji - Gardner Express (Deluxe) von Pressa | Outside Child von Allison Russell - Prospect von AHI - Without People von Donovan Woods - My Name Is Suzie Ungerleider von Suzie Ungerleider - Open House von The Fretless                                                                                                   |
| Traditional Roots Album of the Year/Album roots traditionnel de l’année | Blues Album of the Year/Album de blues de l’année |
| Joyful Banner Blazing von Maria Dunn - Back to the Harbour von Alan Doyle - New Time & Old Acoustic von John Reischman - Chinook Waltz von Over the Moon - Trench Songs von den Fugitives | Open Road von Colin James - Blow von Colin Linden - Live at the Isabel von Miss Emily - Hope Dies Last von Steve Marriner - Pinky’s Blues von Sue Foley |
| Contemporary Christian/Gospel Album of the Year / Album chrétien/gospel contemporain de l’année | Global Music Album of the Year/Album de musique globale de l’année |
| No Greater Love von The Color - Songs of the Lord von Jennifer Lewin - For the Kingdom von Kevin Adams & Voices of Praise - Vol 1 von Manic Drive - Moments von Movement Worship | Kalasö von Afrikana Soul Sister - Mendó von Alex Cuba - Northside Kuisi, a New Tradition Vol. 3 von Beny Esguerra and New Tradition Music - Oya von Donné Roberts - SMS for Location Vol. 4 von Moonshine                                                                    |
| Electronic Album of the Year/Album électronique de l’année | Metal/Hard Music Album of the Year/Album de musique métal/hard de l’année |
| Oasis Sky von Tor - Out Here with You von Attlas - Conviction von Sydney Blu - One More Saturday Night von der Halluci Nation - Catching Z’s von Zeds Dead | Bleed the Future von Archspire - Lifeblood von Brand of Sacrifice - Power Trio von Danko Jones - Eternal Blue von Spiritbox - Days Before the World Wept von The Agonist |
| Adult Contemporary Album of the Year/Album adulte contemporain de l’année | Comedy Album of the Year/Album d’humour de l’année |
| The Art of Falling Apart von Serena Ryder - Meet You at the Light von Desirée Dawson - Nothing Is Lost von Luca Fogale - The Outer Circle von Mathew V - The Way You See Me von Tafari Anthony | Grandma’s Girl von Andrea Jin - All Inclusive Coma von Gavin Stephens - Tigre King von Hisham Kelati - Trillipino von Keith Pedro - Airports, Animals. von Seán Devlin |

### Lieder und Aufnahmen
| Single of the Year/Single de l’année | Classical Composition of the Year |
| --- | --- |
| Meaningless von Charlotte Cardin - Make a Life, Not a Living von Brett Kissel - I’m Not Pretty von Jessia - Peaches von Justin Bieber & Daniel Caesar feat. Giveon - Take My Breath von The Weeknd | Arras von Keiko Devaux - Flight von Dorothy Chang - Chamber Symphony No. 2 “Children’s War Diaries” von Jaap Nico Hamburger - Concerto for Violin and Percussion Orchestra von Kati Agócs - Breathing in the Shadows von Saman Shahi |
| Dance Recording of the Year/Enregistrement dance de l’année | Contemporary R&B Recording of the Year/Enregistrement R&B contemporain de l’année |
| Caution von Kaytranada - See von Ceréna - Sleep von Dvbbs - Get Away (Radio Edit) von Karl Wolf - Hypnocurrency von Rezz & Deadmau5                                                                | Take My Breath von The Weeknd - Tabula Rasa von Allie - Vibe for Me (Bob for Me) von Aqyila - Gifted von Kallitechnis - Supernovas von K-os                                                                                          |
| Reggae Recording of the Year | Traditional R&B/Soul Recording of the Year |
| Easy Now von Kairo McLean - Herb Dream von Blessed - By Any Means von Exco Levi - Don’t Let It Get to You von Josemar - Too Ruff von Kirk Diamond and Finn                                         | 24hrs von Savannah Ré - Alpha von Charlotte Day Wilson - Alt Therapy von Emanuel - Lost in You von Jon Vinyl - Love and Be Loved von Zenesoul feat. Aaron Ridge                                                                      |
| Rap Single of the Year/Single rap de l’année | Underground Dance Single of the Year/Single dance underground de l’année |
| Bold von Charmaine - What I Like von 6ixbuzz, Anders & Frvrfriday - Edamame von Bbnos feat. Rich Brian - 30,000 ft von NorthSideBenji & DJ Charlie B - Attachments von Pressa feat. Taliban Glizzy | Shadows in the Dark von Hntr feat. Elliot Moss - Waves von Blond:ish feat. Grace Tither - Hood Shit von Carlo Lio feat. MC Flipside - All I Need (DJ-Kicks) von Jayda G - Sobriety von Korea Town Acid                               |

### Weitere
| Album Artwork of the Year/Graphisme d’album de l’anné | Music Video of the Year/Vidéoclip de l’anné |
| --- | --- |
| Mykaël Nelson (Art Director, Designer, Illustrator), Nicolas Lemieux (Art Director, Designer), Albert Zablit (Fotograf): Histories sans paroles – Harmonium Symphonique vom Orchestre symphonique de Montréal unter Leitung von Simon Leclerc - Lyle Bell (Art Director, Designer, Fotograf): Strike Me Down von Whitehorse - Roberta Landreth (Art Director, Designerin): Wouldn’t You Love to Know? von Steve Bell - Sarah Marcotte-Boislard (Art Director, Illustratorin): La ciel est au plancher von Louis-Jean Cormier - Sarah Marcotte-Boislard (Art Director, Illustratorin), Jules Boislard-Gauthier (Fotograf): Astronomie (Suite) von Dany Placard | Xavier Dolan: Easy on Me von Adele - Adrian Villagomez: Ta main von Ariane Roy - Norman Wong: Meaningless von Charlotte Cardin - Shan Vincent de Paul & Kalainithan Kalaichelvan: Neeye Oli von Shan Vincent de Paul, Navz-47 & Santhosh Narayanan - Vincent René-Lortie: La nuée von Simon Leoza |
| MusiCounts Teacher of the Year | |
| Darren Hamilton – David Suzuki Secondary School, Brampton, ON - Jewel Casselman – Lakewood School, Winnipeg, MB - Sophie Jalbert – École Roy-Joly, Rivière-du-Loup, QC - Kelly Stronach – Mitchell Woods Public School, Guelph, ON - Janell Toews – Our Lady of the Snows Catholic Academy, Canmore, AB | |

## Special Awards

### Canadian Music Hall of Fame
- Deborah Cox[3]

### Juno Humanitarian Award
- Susan Aglukark[4]

### International Achievement Award
- Shawn Mendes[5]